# Liliana Fernández
Liliana Fernandez Steiner (sinh ngày 4 tháng 1 năm 1987) là một vận động biên bóng chuyền bãi biển nữ người Tây Ban Nha. Liliana cùng với người đồng đội Elsa Baquerizo là cặp vận động viên bóng chuyền bãi biển Tây Ban Nha đầu tiên được tham dự Olympic tại Thế vận hội Mùa hè 2012. Cặp đôi này vượt qua vòng bảng nhưng bị loại ở lượt đấu knockout đầu tiên trước cặp Marta Menegatti và Greta Cicolari người Ý.

## Sự nghiệp
Cô bắt đầu sự nghiệp bóng chuyền bãi biển vào năm 2006 tại trung tâm "CETD Arona Beach Volleyball", nơi đã đào tạo nhiều tài năng trẻ trong suốt 22 năm. Nhưng vào năm 2009, cô cùng Elsa tách ra độc lập, khi huấn luyện viên cùng với những nhà tài trợ ủng hộ sự tiến bộ vượt bậc của họ.
Năm 2009 cũng là năm đầu tiên cô tham gia FIVB Beach Volleyball World Tour. Họ bắt đầu năm ở vị trí 190 trên bảng xếp hạng, nhưng xuất sắc kết thúc năm ở vị trí thứ 33.
Năm 2010, cả hai lọt vào top 20 của bảng xếp hạng thế giới. Ở giải đấu cuối cùng trong năm, ở cả 2010 và 2011, Liliana và Elsa đều giành được vị trí thứ năm tại Phuket. Cộng thêm với thành công đó là chức vô địch quốc gia lần thứ hai liên tiếp.
Năm 2011, cặp đôi kết thúc thứ 11 trên cả bảng xếp hạng FIVB World Tour và vòng loại Olympic. Họ cũng tiếp tục là nhà vô địch Tây Ban Nha, và lọt vào bán kết một giải đấu tại Québec.
Năm 2012, Liliana lần đầu dành huy chương ở một giải đấu cấp châu lục, với vị trí thứ 3 tại Giải vô địch Bóng chuyền bãi biển Châu Âu 2012 ở Den Haag. Trong cùng năm, cô cùng Elsa vượt qua vòng loại Olympic Luân Đôn 2012, và kết thúc giải ở vị trí thứ 9.
Năm 2013, Liliana Fernandez dành 4 huy chương ở cấp quốc tế. Đầu tiên là chiếc huy chương bạc tại Giải vô địch Bóng chuyền bãi biển Châu Âu 2013 tại Klagenfurt. Tiếp theo là chiếc huy chương bạc tại Phúc Châu, huy chương đồng tại Antalya và Moskva.

## Thông tin thêm
Liliana Fernadez là vận động viên có vòng ba lớn nhất trong giới bóng chuyền bãi biển. Điều này giúp cô thu hút được rất nhiều sự chú ý tại kì Olympic 2012, nơi cô đi đến vòng 16 đội.

## Liên kết riêng
Hồ sơ tại FIVB.org